# 布尔诺兽医大学

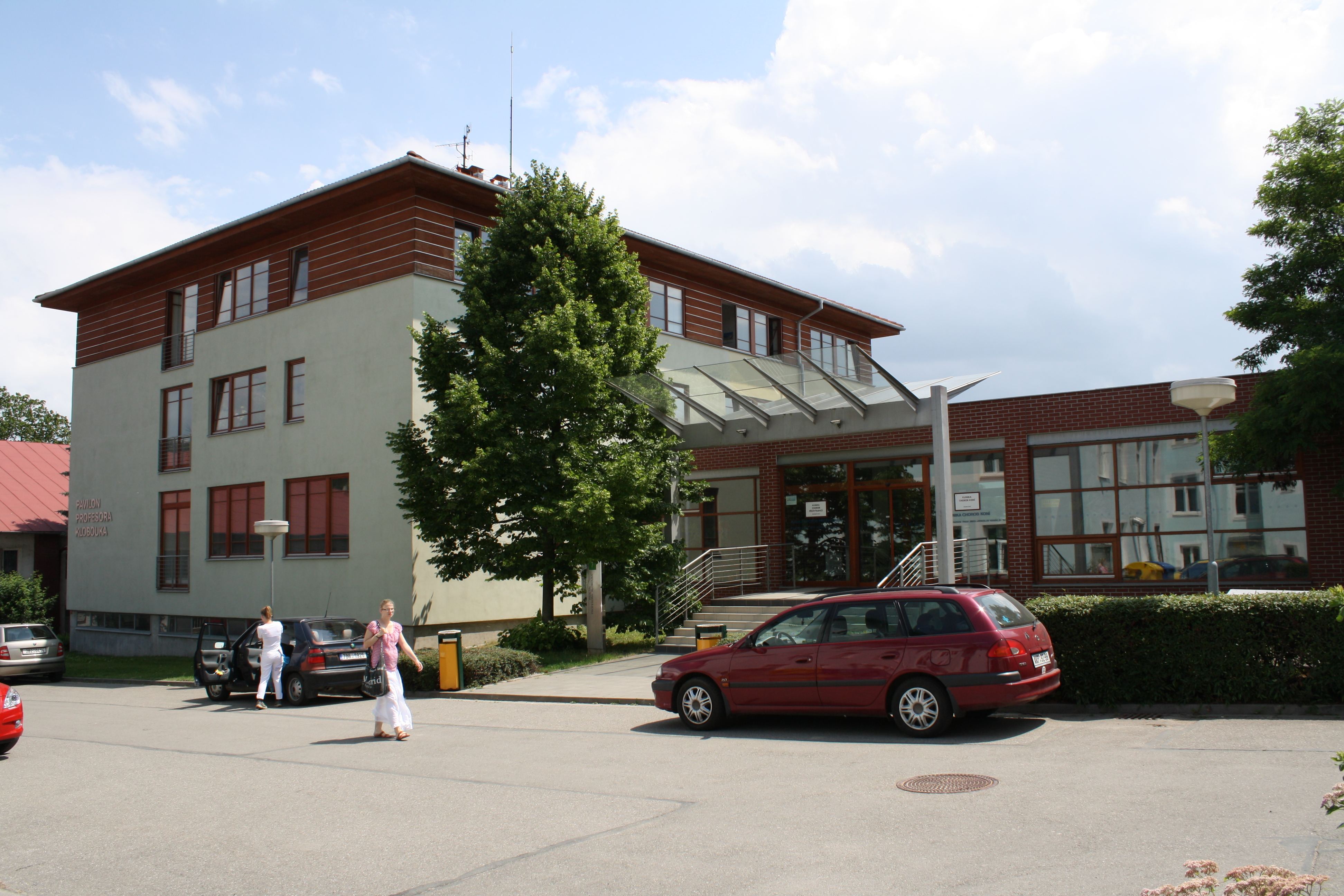
Klobouka

布尔诺兽医大学 (捷克語：Veterinární univerzita Brno，缩写为VFU或VETUNI)是一所位于捷克布尔诺的公立大学。

## 历史
建立于1918年12月12日。2020年，其药学院被并入马萨里克大学。2021年，从布尔诺兽医药大学更名为布尔诺兽医大学。